# Совињска Брда
Совињска Брда (итал. Berda di Sovignacco) је насељено место у унутрашњости Истарске жупаније, Република Хрватска. Административно је у саставу Града Бузета.

## Становништво
Према последњем попису становништва из 2001. године у насељу Совињска Брда живело je 27 становника који су живели у 7 породичних домаћинстава.
Кретање броја становника по пописима 1857—2001.
| година пописа  | 1857. | 1869. | 1880. | 1890. | 1900. | 1910. | 1921. | 1931. | 1948. | 1953. | 1961. | 1971. | 1981. | 1991. | 2001. |
| бр. становника | 142   | 154   | 229   | 236   | 245   | 273   | 0     | 0     | 249   | 211   | 196   | 131   | 82    | 66    | 35    |

Напомена:У 1921. и 1931. подаци су садржани у насељима Сењ и Совињак, а у 1857. и 1869. део података садржан је у насељу Сењ. У 1890. и 1900. исказано као део насеља. Садржи податке за бивше насеље Кртобрег које је од 1869. до 1910. исказивано као насеље.